# 小野淳
小野 淳（おの あつし、1974年 - ）は、日本の農家、起業家。NPO法人くにたち農園の会理事長。株式会社農天気代表取締役農夫。NPO法人アーバンファーマーズクラブ監事。AGRI法律会計事務所前顧問。

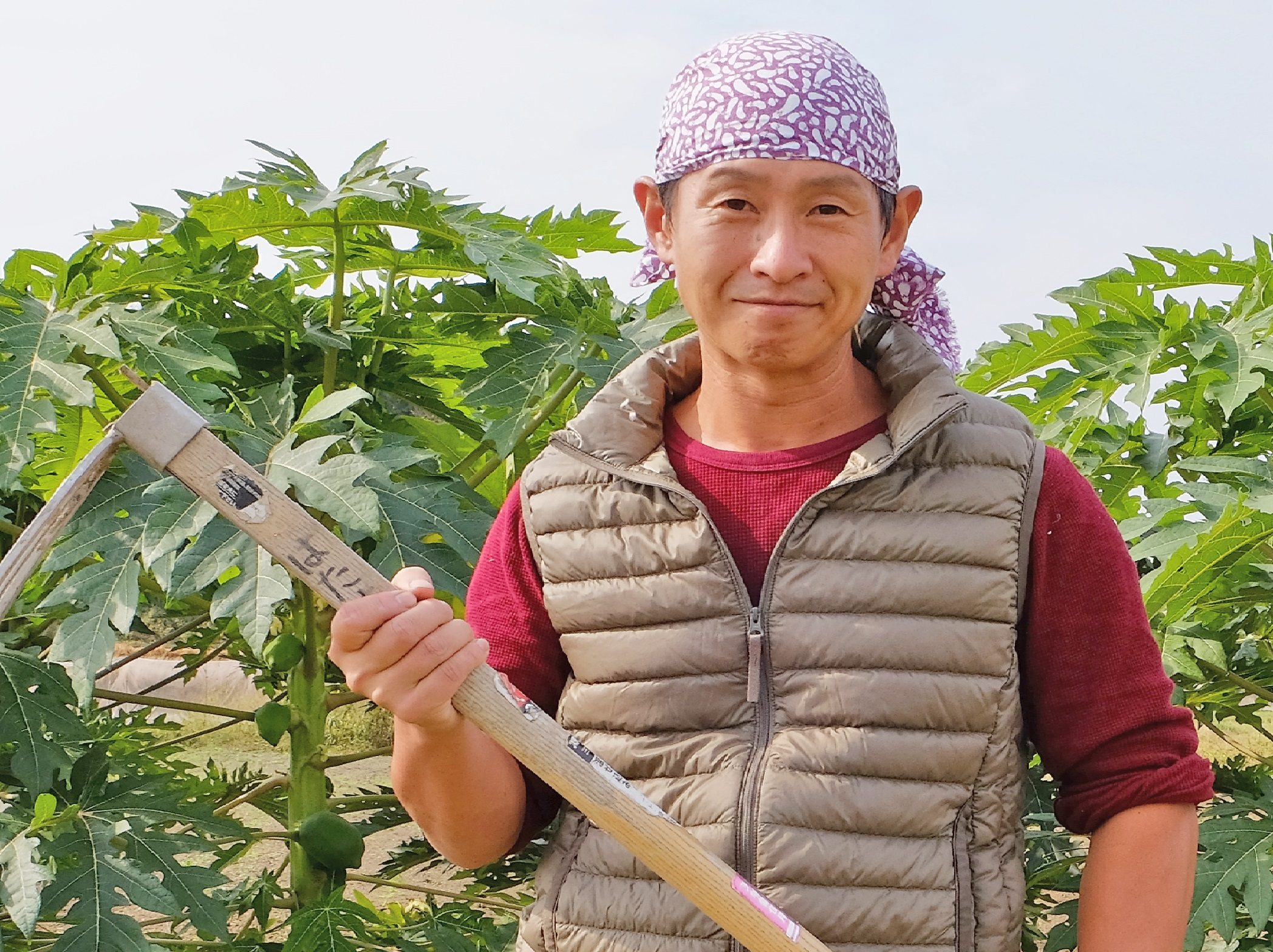

## 経歴
神奈川県横須賀市出身。神奈川県立横須賀高等学校、日本大学文理学部心理学科を卒業した。大学卒業後、クリエイティブネクサスに入社し、テレビ番組のディレクターとなる。
30歳で退職し農業を始めた。
東京都国立市に認定こども園「国立富士見台団地　風の子」を設立。子どもたちのより良い幼児期を願う国立富士見台団地の住民によって1967年に作られた「国立富士見台団地幼児教室風の子」をNPO法人くにたち農園の会として引き継いだ。

## 受賞歴
- 2013年「青年経営者の主張大会」商工会連合会主催東京大会優勝[3]

## メディア履歴
- 菜園ライフ（NHK） - 監修・実演[1]

## 著書
- 都市農業必携ガイド - 農文協[1]
- 新・いまこそ農業 - イカロス出版[1]
- 東京農業クリエイターズ - イカロス出版[1]
- 食と農のプチ起業 (シェアキッチン、SNS、ECサイトをフル活用する)  - イカロス出版[7]